# رالي السويد
رالي السويد (بالسويدية: Svenska rallyt)‏ هو سباق رالي للسيارات أقيم لأول مرة في عام 1950. كان يقام في محافظة ورملاند السويدية، وفي عام 2022 انتقل إلى أوميو. دخل ضمن سباقات موسم بطولة العالم للراليات في عام 1973،
تقليديًا كان رالي السويد هو الرالي الوحيد الذي يقام على الطرق الثلجية. توقف إقامة الرالي في ثلاث مناسبات، في عام 1974 بسبب أزمة النفط، وفي عام 1990 بسبب اعتدال الطقس وفي عام 2021 بسبب جائحة فيروس كورونا.
في عام 2021 أُعلن أن رالي السويد سينتقل إلى مدينة أوميو السويدية الشمالية بعد أن كان محتكرا منذ تأسيسه في مقاطعة فارملاند. وكان السبب الرئيسي لإعادة توطينها هو أن أوميو تعتبر منطقة أكثر أمانًا للثلج.

## سجل السائقين الفائزين
هذه قائمة بسجل السائقين والمصنعين الأكثر فوزا
| مرات فوز | السائق |
| -------- | --- |
| 7        | ستيغ بلومكفيست                                                                                              |
| 5        | ماركوس غرونهولم، جورن فالديجورد                                                                             |
| 4        | ياري ماتي لاتفالا                                                                                           |
| 3        | كينيث إريكسون، تومي ماكينن، سيباستيان أوجييه                                                                |
| 2        | آرنه هيرتز، ماتس جونسون، كارل ماغنوس سكوخ، بينجت سودرستروم، توم ترانا، ميكو هيرفونن، هانو ميكولا، أوت تاناك |

| مرات فوز                | المصنع                |
| ----------------------- | --------------------- |
| 10                      | ساب                   |
| 9                       | فورد                  |
| 8                       | بورشه                 |
| 6                       | بيجو، تويوتا          |
| 5                       | ميتسوبيشي             |
| 4                       |                       |
| أودي، فولكس فاجن، فولفو |                       |
| 2                       | لانشيا، مازدا، سوبارو |